# Зубко Ілля Миколайович
Ілля́ Микола́йович Зубко́ (нар. 24 квітня 1957 року, Ашхабад, Туркменська РСР, СРСР) — живописець. Член НСХУ з 2002 року.

## Біографічні дані
У 1977 році закінчив Ашхабадське вище художнє училище, а у 1979 — Дніпропетровське державне художнє училище ім. Вучетича.
- З 1979 по 1983 працював декоратором у Дніпропетровському театрі опери та балету;
- з 1983 по 1985 викладав у Дніпродзержинській дитячій художній школі;
- з 1985 по 1989 працював художником мультиплікації у Дніпропетровському палаці піонерів;
- з 1989 по 2002 працював художником у Дніпропетровському льодовому палаці.

Учасник обласних, республіканських, всеукраїнських мистецьких виставок з 1981.

## Основні роботи
За ЕСУ:
- «Дзеркало моєї мами» (1997),
- «Діалог із Ван Гоґом», «Орільський ліс» (обидва — 2000),
- «Дорога», «Пасхальний ранок» (обидва — 2003),
- «Сніданок у майстерні», «Вересень» (обидва — 2007),
- «Дружина», «Орільський натюрморт» (обидва — 2008),
- «Кіт на підвіконні» (2009).[1]